# Alberto Blanco (futbolista)
Alberto Blanco   (Ciutat de Panamà, 8 de gener de 1978) fou un futbolista panameny de la dècada de 2000.
Fou 61 cops internacional amb la selecció de Panamà.
Pel que fa a clubs, destacà a San Francisco FC i Sheriff Tiraspol.